# بئاتریس گیدو
بئاتریس گیدو (اسپانیایی: Beatriz Guido‎؛ ‏ ۱۳ دسامبر ۱۹۲۴ – ۴ مارس ۱۹۸۸) نویسنده، رمان‌نویس و فیلم‌نامه‌نویس اهل آرژانتین بود.
از فیلم‌ها یا مجموعه‌های تلویزیونی که وی در آن‌ها نقش داشته‌است، می‌توان به خانه فرشته و هفتاد ضربدر هفت اشاره نمود.